# 다이앤 델라노
다이앤 델러노(Diane Delano, 1957년 1월 29일 ~ )는 미국의 배우이다.
로스앤젤레스에서 태어났다.

## 출연 작품
- 추즈 코너 (2007년)
- 미드나잇 클리어 (2006년)
- 위커 맨 (2006년) - 비치 역
- 레이디킬러 (2004년) - 마운틴 걸 역
- 지퍼스 크리퍼스 2 (2003년)
- 아웃 오브 디즈 룸스 (2002년)
- 아담스 패밀리 3 (1998년)
- 스네이크 아이 (1996년)
- 리버 와일드 (1994년)
- 와일드 카드 (1992년)
- 알래스카의 빛 (1990년)
- 최후의 카운트다운(영어판) (1989년)
- 랫보이 (1986년)
- 고래같은 마음 (1983년)

### 텔레비전
- L.A. 로 (1987)
- 스텝 바이 스텝 (1994)
- ER (1997)
- 조안 오브 아카디아 (2004)
- 아메리칸 대드! (2008) - 애니메이션
- 우리 생애 나날들 (2008-09)